# 岡留英貴
岡留 英貴（おかどめ ひでたか、1999年11月7日 - ）は、沖縄県糸満市出身のプロ野球選手（投手）。右投右打。阪神タイガース所属。

## 経歴

### プロ入り前
糸満市立兼城小学校1年生の時から野球を始め、兼城パイレーツでプレーした。当初は一塁手であった。糸満市立兼城中学校では軟式野球部に所属し、捕手を務めると同時に投手としてもプレーを始めた。
その後沖縄尚学高等学校に進学。2年秋からは控え投手としてベンチ入りしたが、甲子園出場はなかった。高校の同期にリチャードがいる。
亜細亜大学入学後、生田勉監督の勧めでオーバースローからサイドスローに転向した。1年秋から中継ぎとしてリーグ戦に出場し、中央大学との2回戦で初勝利を挙げた。4年夏に腕をより下から出す投法に変え手応えを得ると、秋のリーグ戦では3勝1敗の成績を残した。ドラフト指名後の中央大学戦では、9回を7安打2失点に抑えて自身初のリーグ戦完投勝利を達成した。大学の同期に松本健吾、加藤竜馬がいる。2021年9月22日、プロ志望届を提出した。
2021年のドラフト会議で阪神タイガースから5位指名を受けた。11月11日、契約金4000万円、年俸720万円で入団に合意した（金額は推定）。背番号は64。

### 阪神時代
2022年、帰省中に新型コロナウイルスに感染していたことが判明したため、選手寮への入寮が遅れることとなった。シーズンに2度一軍登録されたものの、一軍での登板は果たせなかった。二軍では36試合で中継ぎ登板し、2勝1敗、防御率1.54を記録。11月14日、現状維持となる推定年俸720万円で契約を更改した。
2023年、二軍で21試合で防御率1.59を記録して6月23日に一軍に昇格すると、7月4日の広島東洋カープ戦（MAZDA Zoom-Zoom スタジアム広島）でプロ初登板を果たし、1イニング三者凡退の無失点に抑えた。その後は10月1日の対広島戦で初勝利を挙げるなど一軍で8試合に登板、防御率1.29でシーズンを終えると、10月29日のオリックスとの日本シリーズ第2戦に登板するも、0回2/3を2安打1四球3失点となった。11月20日、120万円増となる推定年俸840万円で契約を更改した。
2024年はキャンプから好投を続け、監督の岡田彰布から春季キャンプMVPに指名され、開幕一軍入り。4月4日の横浜DeNAベイスターズ戦で今シーズン初登板。5月30日に青柳晃洋の一軍登録に伴って登録抹消されたが、7月14日に再登録され、同月28日の中日ドラゴンズ戦でシーズン初勝利を挙げた。その後は中継ぎとして一軍で投げ続け、9月21日のDeNA戦ではプロ初セーブを挙げた。最終的に前年を大きく上回る35試合に登板し、1勝0敗6ホールド1セーブ、防御率2.84という成績を残した。同年チームは2位となり、DeNAとのクライマックスシリーズに臨んだ。岡留は2試合に登板したが、2戦目では戸柱恭孝に適時打を打たれ2失点、チームも敗退した。オフの11月26日に1160万円増となる推定年俸2000万円で契約を更改した。

## 投球スタイル
スリークォーターとサイドスローの中間からボールを投じる独特のフォーム（ロークォーターと呼称される）を特徴としている。
最速155km/hのストレート、スライダー、カーブ、ツーシーム、カットボールなどを投げる。

## 詳細情報

### 年度別投手成績
| 年 度     | 球 団     | 登 板 | 先 発 | 完 投 | 完 封 | 無 四 球 | 勝 利 | 敗 戦 | セ 丨 ブ | ホ 丨 ル ド | 勝 率 | 打 者 | 投 球 回 | 被 安 打 | 被 本 塁 打 | 与 四 球 | 敬 遠 | 与 死 球 | 奪 三 振 | 暴 投 | ボ 丨 ク | 失 点 | 自 責 点 | 防 御 率 | W H I P |
| --------- | --------- | ----- | ----- | ----- | ----- | -------- | ----- | ----- | -------- | ----------- | ----- | ----- | -------- | -------- | ----------- | -------- | ----- | -------- | -------- | ----- | -------- | ----- | -------- | -------- | ------- |
| 2023      | 阪神      | 8     | 0     | 0     | 0     | 0        | 1     | 0     | 0        | 0           | 1.000 | 25    | 7.0      | 5        | 0           | 1        | 0     | 0        | 6        | 0     | 0        | 1     | 1        | 1.29     | 0.86    |
| 2024      | 阪神      | 35    | 0     | 0     | 0     | 0        | 1     | 0     | 1        | 6           | 1.000 | 163   | 38.0     | 36       | 1           | 11       | 1     | 2        | 24       | 0     | 0        | 16    | 12       | 2.84     | 1.24    |
| 通算：2年 | 通算：2年 | 43    | 0     | 0     | 0     | 0        | 2     | 0     | 1        | 6           | 1.000 | 188   | 45.0     | 41       | 1           | 12       | 1     | 2        | 30       | 0     | 0        | 17    | 13       | 2.60     | 1.18    |

- 2024年度シーズン終了時

### 年度別守備成績
| 年 度 | 球 団 | 投手  | 投手  | 投手  | 投手  | 投手  | 投手     |
| 年 度 | 球 団 | 試 合 | 刺 殺 | 補 殺 | 失 策 | 併 殺 | 守 備 率 |
| ----- | ----- | ----- | ----- | ----- | ----- | ----- | -------- |
| 2023  | 阪神  | 8     | 0     | 1     | 0     | 0     | 1.000    |
| 2024  | 阪神  | 35    | 2     | 5     | 1     | 1     | .875     |
| 通算  | 通算  | 43    | 2     | 6     | 1     | 1     | .889     |

- 2024年度シーズン終了時

### 記録
初記録
- 初登板：2023年7月4日、対広島東洋カープ10回戦（MAZDA Zoom-Zoom スタジアム広島）、8回裏に4番手で救援登板・完了、1回無失点[11]
- 初奪三振：2023年8月15日、対広島東洋カープ16回戦（MAZDA Zoom-Zoom スタジアム広島）、7回裏に曽根海成から空振り三振
- 初勝利：2023年10月1日、対広島東洋カープ25回戦（MAZDA Zoom-Zoom スタジアム広島）、4回裏に2番手で救援登板、1回1/3を1失点[23]
- 初ホールド：2024年4月6日、対東京ヤクルトスワローズ2回戦（明治神宮野球場）、7回裏に2番手で救援登板、2/3回1失点[24][25]
- 初セーブ：2024年9月21日、対横浜DeNAベイスターズ22回戦（横浜スタジアム）、10回裏に7番手で救援登板・完了、1回無失点[26]

### 背番号
- 64（2022年[8] - ）